# Grammadera pellucida
Grammadera pellucida är en insektsart som beskrevs av Giglio-tos 1898. Grammadera pellucida ingår i släktet Grammadera och familjen vårtbitare. Inga underarter finns listade i Catalogue of Life.